# آرثر وينغ بينيرو
السير آرثر وينغ بينيرو (بالانجليزية: Sir Arthur Wing Pinero)، (من مواليد 24 مايو عام 1855 - 23 نوفمبر عام 1934)، كاتب مسرحي إنجليزي وممثل في بداية حياته المهنية.
انجذب بينيرو إلى المسرح منذ سن مبكرة وأصبح ممثلًا محترفًا في سن 19. اكتسب الخبرة كممثل مساعد في مسارح المقاطعات البريطانية، ومن عام 1876 حتى عام 1881 كان عضوًا في شركة هنري إيرفينغ، في مقرها في مسرح لايسيوم في لندن.
كتب بينيرو أول مسرحية له في عام 1877. بعد سبع سنوات، أي بعد أن كتب 15 مسرحية أخرى، لقي ثلاثة منهم نجاحًا ملفتًا إذ تخلى عن التمثيل وأصبح كاتبًا مسرحيًا بدوام كامل. أصبح بينيرو معروفًا لأول مرة بسلسلة بكتاباته عن المهازل التي كانت القاضي (1885) أطولها. خلال تسعينيات القرن التاسع عشر، تحول في كتاباته إلى مواضيع جادة. اعتُبرت مسرحية السيدة تانكويراي الثانية (1893)، التي تعاملت مع امرأة ذات ماض فاضح، صادمة للجمهور، لكنها لاقت نجاحًا جيدًا وحققت أرباحًا كبيرة. تضمنت نجاحاته الأخرى مسرحية تريلاوني من ويلز (1898): وهي كوميديا رومانسية تحتفل بالمسرح القديم والجديد، ومسرحية اللورد كويكس المثلي التي استعرض فيها عن فاسق تائب وامرأة شابة مشاكسة. لم يحصد دخوله للدخول في الأوبرا مع النص الأوبرالي حجر الجمال (1898) أي نجاح، لذا عاد بينيرو لكتابة نصوصه المألوف من الدراما والكوميديا المجتمعية بشكل عام.
على الرغم من أنه استمر في الكتابة طوال العقود الثلاثة الأولى من القرن العشرين إلى الرابع تقريبًا، إلا أن عمل بينيرو من ثمانينيات وتسعينيات القرن التاسع عشر هو الذي استمر فقط. كان هناك العديد من الإحياء للعديد من مسرحياته؛ وقد تم تعديل بعضها بما يتناسب مع السينما أو كمسرحيات موسيقية. بحلول سنواته الأخيرة، كان يُنظر إلى بينيرو على أنه قديم الطراز إذ لم تكن مسرحياته الأخيرة ناجحة بالفعل. توفي بينيرو في لندن عن عمر يناهز 79 عامًا.

## حياته ومهنته

### ممثل وكاتب مسرحي صاعد: 1874 – 1884
كعضو صغير في شركة ويندهام، اكتسب بينيرو خبرة في مجموعة من الأدوار، بدعمه للممثل إدوارد آسكيو سوثيرن في مسرحية ابن عمنا الأمريكي والممثل تشارلز ماثيوز في مسرحية للكاتب أونوريه دي بلزاك بنسخة معدلة باسم لعبة تكهنات، إلى حصوله على أدوار أكبر مثل شخصية كروستري في مسرحية سوزان سوداء العينين. تعرقل عرض مسرحيته في إدنبرة بشكل مفاجئ في فبراير عام 1875 عندما دمرت النيران المسرح. لكنه كان محظوظًا لأنه عُرض عليه مشاركة إقليمية أخرى في مسرح رويال ألكسندرا، ليفربول، حيث بدأت الصحافة تلاحظه، وعلى إثر ذلك حصل على الموافقة على المراجعات لتمثيله في الأدوار الداعمة. أفادت صحيفة ذا إيرا بإنتاج فيلم مقتبس عن رواية أرمادالا لويلكي كولينز تحت عنوان مس غويلت على أنه «انتصار حقيقي»؛ انتقلت المسرحية من ليفربول إلى ويست إند، واحتفظ بينيرو بدوره كمحامي مسن. لم يكن الإنتاج هو النجاح المأمول في لندن، لكن بينيرو تلقى إشعارات جيدة لأدائه، وعندما انتهى العرض بعد عشرة أسابيع، طلبت مديرة مكتب هنري إيرفينغ، السيدة بيتمان، انضمام بينيرو كعضو في فريق التمثيل الداعم لإيرفينغ في جولة المقاطعة القادمة.
على الرغم من أن الجولة كانت غير متناسقة ومع حصول بينيرو على بعض الإشعارات النقدية للغاية، إلا أنه استمر في العمل كممثل مساعد لإيرفينغ لمدة خمس سنوات. ظهر لأول مرة في مدرسة لايسيوم، قاعدة إيرفينغ بلندن، في ديسمبر عام 1876 ولعب ما مجموعه 21 دورًا هناك حتى عام 1881. تمثلت أدواره أدواره عن مسرحيات شكسبير في اللورد ستانلي في ريتشارد الثالث (1877) وروزنكرانتز في هاملت (1878) وجيلدنسترن في هاملت (1879) وسالارينو في تاجر البندقية (1879) ورودريغو في عطيل (1881). في مسرحية الأجراس لإحياء الميلودراما، التي كان اسم إيرفينغ مرادفًا لها بالفعل، لعب بينيرو دور الدكتور زيمر (1878).
أثناء وجوده في شركة إيرفينغ، كتب بينيرو مسرحياته الأولى. بدأ بـراتب 200 جنيه إسترليني سنويًا، وهي كوميديا من فصل واحد كُتبت في فترة ما بعد الظهر لزميل ليقدمها في أداء مفيد في عام 1877. استقبلت المسرحية بشكل جيد وحصلت على العديد من العروض الأخرى، ما جعل لاسم بينيرو قدرًا متواضعًا من الدعاية. تم عرض أول مسرحية كاملة له تحت عنوان المذنب في مسرح في كرويدون عام 1878، وكتب أربع أفلام كوميدية أخرى من فصل واحد تم عرضها في لندن ما بين 1878-1880 إذ مثّل في اثنين منها – هروب دايزي و ماضي. بالإضافة إلى مسرحية أخرى تحت عنوان لغز هستر (1880) للممثل الكوميدي جيه إل. تول التي تم عرضها قرابة 300 مرة في مسرح تول في ويستمنستر.
ظهر اسم بينيرو ككاتب مسرحي بعد كتابة ذا موني سببينر: وهو فيلم كوميدي طويل تم عرضه لأول مرة في مسرح برينس، مانشستر في نوفمبر عام 1880 ثم في مسرح سانت جيمس في لندن في يناير عام 1881. يعتبر المؤرخ المسرحي جيه بي ويرينغ هذه المسرحية ذات أهمية خاصة في تاريخ مسرح سانت جيمس إذ أنه مسرح كان معروفًا سابقًا بإخفاقاته أكثر من نجاحاته. كان يُنظر إلى مسرحية بينيرو على أنها غير تقليدية إلى حد ما ومشروع محفوف بالمخاطر، لكنها لاقت استقبالًا واضحًا لدى الجمهور خاصةً بالنسبة لشخصية البارون كرودل، التي هي «إعادة تصوير قديمة سيئة السمعة ولكنها مبهجة ومشاكسة» التي مثلها جون هير. في العام التالي، كتب بينيرو أول إحدى عشرة مسرحية أخرى لفريق سانت جيمس بعنوان ذا سكوير (1881). وقد تسببت هذه المسرحية في جدل واسع بسبب أوجه التشابه مع فيلم بعيدًا عن صخب الناس لتوماس هاردي.
بعد مغادرة شركة إيرفينغ، انضم بينيرو إلى إدارة أخرى معروفة في لندن لمديرها سكوير بانكروفت وزوجته إيفي في مسرح هايماركت. هناك لعب بينيرو دور ماركيز دي سيفين (المؤامرة والعاطفة1881) والسير ألكسندر شندرين (أورز 1882) وهانواي (أوديت 1882) وأخيرًا دور السير أنتوني أبسولوت في ذا رايفالز (1884) كجزء من فريق عمل مليء بالنجوم مثل سكوير بانكروفت وجونسون فوربيس-روبرتسون وليونيل براف وجوليا غوين. تلقى بينيرو انتقادات مختلطة، بعضها غير مواتٍ والبعض الآخر من بين أفضل ما في حياته المهنية في التمثيل. وكانت هذه آخر مشاركة احترافية له كممثل.
خلال الفترة التي قضاها في هايماركت، تزوج بينيرو من ميرا إميلي وود (1852-1919) وهي ممثلة عُرفت باسمها المسرحي ميرا هولم، وهي أرملة ولديها طفلان، أنجوس وميرا، من زوجها الأول. أقيم حفل الزفاف في 19 أبريل عام 1883. لم ينجب الزوجان أطفالًا.